# Ligne principale Nemuro
La ligne principale Nemuro (根室本線, Nemuro-honsen) est une ligne ferroviaire de la compagnie JR Hokkaido située sur l'île de Hokkaidō au Japon. Elle relie la gare de Takikawa à Takikawa à la gare de Nemuro à Nemuro.

## Histoire
La ligne a été construite pour faire la liaison entre le centre et l'est de Hokkaidō. Le premier tronçon de l'actuelle ligne Nemuro ouvre entre Kushiro et Shiranuka en 1901. La ligne a été prolongée vers l'ouest, atteignant Furano en 1907. Puis en 1913, le tronçon Furano - Takikawa ouvre, raccourcissant le trajet de 53,5 km. Le premier tracé, initialement inclus dans la ligne Nemuro, devient la ligne Furano. Le prolongement de la ligne à l'est de Kushiro débute en 1917, atteignant Nemuro en 1921.
La gare de Furuse (K46) est fermée le 14 mars 2020. La gare d'Itoizawa est fermée le 12 mars 2022.
Le 1er avril 2024, la section entre les gares de Furano et Shintoku ferme, coupant la ligne en 2 parties.

## Caractéristiques

### Ligne
- longueur : 362,1 km
- écartement des voies : 1 067 mm
- nombre de voies : 1
- électrification : non
- vitesse maximale :
  - entre Takikawa et le signal de Kami-ochiai : 95 km/h
  - entre le signal de Kami-ochiai et Obihiro : 120 km/h
  - entre Obihiro et Kushiro : 110 km/h
  - entre Kushiro et Attoko : 85 km/h
  - entre Attoko et Nemuro : 80 km/h

### Services et interconnexions
La ligne est partagée en trois parties :
- Takikawa - Furano

Cette partie est empruntée par des trains de type Local et Rapid (dont le Rapid Karitachi) et par des trains de fret.
- Shintoku - Kushiro

Cette partie est empruntée par des trains de type Local et Rapid (dont le Rapid Karitachi), par le Limited Express Tokachi et le Limited Express Ōzora (tous les deux en provenance de la ligne Sekishō) ainsi que par des trains de fret.
- Kushiro - Nemuro

Cette partie est empruntée par des trains de type Local ainsi que par le Rapid Hanasaki et le Rapid Nosappu.
Des trains en provenance de la ligne principale Senmō circulent sur la ligne entre Higashi-Kushiro et Kushiro.

### Liste des gares
Suivant le secteur, les gares sont identifiées par les lettres A, B, K, T ou sans numéro.

#### Section Takikawa - Furano
| Numéro | Gare             | Nom japonais | Distance (km) | Correspondances        | Localisation | Localisation                |
| ------ | ---------------- | ------------ | ------------- | ---------------------- | ------------ | --------------------------- |
| A21    | Takikawa         | 滝川         | 0             | JR Hokkaido : Hakodate | Takikawa     | Sous-préfecture de Sorachi  |
| T22    | Higashi-Takikawa | 東滝川       | 7,2           |                        | Takikawa     | Sous-préfecture de Sorachi  |
| T23    | Akabira          | 赤平         | 13,7          |                        | Akabira      | Sous-préfecture de Sorachi  |
| T24    | Moshiri          | 茂尻         | 17,2          |                        | Akabira      | Sous-préfecture de Sorachi  |
| T25    | Hiragishi (ja)   | 平岸         | 20,7          |                        | Akabira      | Sous-préfecture de Sorachi  |
| T26    | Ashibetsu        | 芦別         | 26,6          |                        | Ashibetsu    | Sous-préfecture de Sorachi  |
| T27    | Kami-Ashibetsu   | 上芦別       | 30,5          |                        | Ashibetsu    | Sous-préfecture de Sorachi  |
| T28    | Nokanan          | 野花南       | 35,2          |                        | Ashibetsu    | Sous-préfecture de Sorachi  |
| T30    | Furano           | 富良野       | 54,6          | JR Hokkaido : Furano   | Furano       | Sous-préfecture de Kamikawa |

#### Section Furano - Shintoku
Section fermée le 1er avril 2024.
| Numéro | Gare             | Nom japonais | Distance (km) | Correspondances | Localisation | Localisation                |
| ------ | ---------------- | ------------ | ------------- | --------------- | ------------ | --------------------------- |
| T30    | Furano           | 富良野       | 54,6          |                 | Furano       | Sous-préfecture de Kamikawa |
| T31    | Nunobe           | 布部         | 60,9          |                 | Furano       | Sous-préfecture de Kamikawa |
| T32    | Yamabe           | 山部         | 66,7          |                 | Furano       | Sous-préfecture de Kamikawa |
| T33    | Shimo-Kanayama   | 下金山       | 74,7          |                 | Minamifurano | Sous-préfecture de Kamikawa |
| T34    | Kanayama         | 金山         | 81,6          |                 | Minamifurano | Sous-préfecture de Kamikawa |
| T35    | Higashi-Shikagoe | 東鹿越       | 94,8          |                 | Minamifurano | Sous-préfecture de Kamikawa |
| T36    | Ikutora          | 幾寅         | 98,8          |                 | Minamifurano | Sous-préfecture de Kamikawa |
| T37    | Ochiai           | 落合         | 108,2         |                 | Minamifurano | Sous-préfecture de Kamikawa |
| K23    | Shintoku         | 新得         | 136,3         |                 | Shintoku     | Sous-préfecture de Tokachi  |

#### Section Shintoku - Nemuro
| Numéro | Gare            | Nom japonais | Distance (km) | Correspondances                        | Localisation    | Localisation               |
| ------ | --------------- | ------------ | ------------- | -------------------------------------- | --------------- | -------------------------- |
| K23    | Shintoku        | 新得         | 136,3         | JR Hokkaido : Sekishō (interconnexion) | Shintoku        | Sous-préfecture de Tokachi |
| K24    | Tokachi-Shimizu | 十勝清水     | 145,4         |                                        | Shimizu         | Sous-préfecture de Tokachi |
| K26    | Mikage          | 御影         | 155,9         |                                        | Shimizu         | Sous-préfecture de Tokachi |
| K27    | Memuro          | 芽室         | 166,5         |                                        | Memuro          | Sous-préfecture de Tokachi |
| K28    | Taisei          | 大成         | 168,6         |                                        | Memuro          | Sous-préfecture de Tokachi |
| K29    | Nishi-Obihiro   | 西帯広       | 173,4         |                                        | Obihiro         | Sous-préfecture de Tokachi |
| K30    | Hakurindai      | 柏林台       | 176,6         |                                        | Obihiro         | Sous-préfecture de Tokachi |
| K31    | Obihiro         | 帯広         | 180,1         |                                        | Obihiro         | Sous-préfecture de Tokachi |
| K32    | Satsunai        | 札内         | 184,9         |                                        | Makubetsu       | Sous-préfecture de Tokachi |
| K34    | Makubetsu       | 幕別         | 194,3         |                                        | Makubetsu       | Sous-préfecture de Tokachi |
| K35    | Toshibetsu      | 利別         | 200,8         |                                        | Ikeda           | Sous-préfecture de Tokachi |
| K36    | Ikeda           | 池田         | 204,3         |                                        | Ikeda           | Sous-préfecture de Tokachi |
| K37    | Tōfutsu         | 十弗         | 212,8         |                                        | Toyokoro        | Sous-préfecture de Tokachi |
| K38    | Toyokoro        | 豊頃         | 218,2         |                                        | Toyokoro        | Sous-préfecture de Tokachi |
| K39    | Shin-Yoshino    | 新吉野       | 225,3         |                                        | Urahoro         | Sous-préfecture de Tokachi |
| K40    | Urahoro         | 浦幌         | 231,7         |                                        | Urahoro         | Sous-préfecture de Tokachi |
| K42    | Atsunai         | 厚内         | 250,1         |                                        | Urahoro         | Sous-préfecture de Tokachi |
| K45    | Ombetsu         | 音別         | 265,1         |                                        | Kushiro (ville) | Sous-préfecture de Kushiro |
| K47    | Shiranuka       | 白糠         | 281,1         |                                        | Shiranuka       | Sous-préfecture de Kushiro |
| K48    | Nishi-Shoro     | 西庶路       | 286,5         |                                        | Shiranuka       | Sous-préfecture de Kushiro |
| K49    | Shoro           | 庶路         | 288,6         |                                        | Shiranuka       | Sous-préfecture de Kushiro |
| K50    | Otanoshike      | 大楽毛       | 299,0         |                                        | Kushiro (ville) | Sous-préfecture de Kushiro |
| K51    | Shin-Otanoshike | 新大楽毛     | 300,8         |                                        | Kushiro (ville) | Sous-préfecture de Kushiro |
| K52    | Shin-Fuji       | 新富士       | 305,7         |                                        | Kushiro (ville) | Sous-préfecture de Kushiro |
| K53    | Kushiro         | 釧路         | 308,4         |                                        | Kushiro (ville) | Sous-préfecture de Kushiro |
| B54    | Higashi-Kushiro | 東釧路       | 311,3         | JR Hokkaido : Senmō (interconnexion)   | Kushiro (ville) | Sous-préfecture de Kushiro |
|        | Musa (ja)       | 武佐         | 312,5         |                                        | Kushiro (ville) | Sous-préfecture de Kushiro |
|        | Beppo           | 別保         | 317,0         |                                        | Kushiro (bourg) | Sous-préfecture de Kushiro |
|        | Kami-Oboro      | 上尾幌       | 331,7         |                                        | Akkeshi         | Sous-préfecture de Kushiro |
|        | Oboro           | 尾幌         | 340,9         |                                        | Akkeshi         | Sous-préfecture de Kushiro |
|        | Monshizu        | 門静         | 350,1         |                                        | Akkeshi         | Sous-préfecture de Kushiro |
|        | Akkeshi         | 厚岸         | 355,0         |                                        | Akkeshi         | Sous-préfecture de Kushiro |
|        | Chanai          | 茶内         | 375,2         |                                        | Hamanaka        | Sous-préfecture de Kushiro |
|        | Hamanaka        | 浜中         | 382,2         |                                        | Hamanaka        | Sous-préfecture de Kushiro |
|        | Anebetsu        | 姉別         | 392,3         |                                        | Hamanaka        | Sous-préfecture de Kushiro |
|        | Attoko          | 厚床         | 398,9         |                                        | Nemuro          | Sous-préfecture de Nemuro  |
|        | Bettoga         | 別当賀       | 414,5         |                                        | Nemuro          | Sous-préfecture de Nemuro  |
|        | Ochiishi        | 落石         | 424,8         |                                        | Nemuro          | Sous-préfecture de Nemuro  |
|        | Kombumori       | 昆布盛       | 428,8         |                                        | Nemuro          | Sous-préfecture de Nemuro  |
|        | Nishi-Wada      | 西和田       | 433,6         |                                        | Nemuro          | Sous-préfecture de Nemuro  |
|        | Higashi-Nemuro  | 東根室       | 442,3         |                                        | Nemuro          | Sous-préfecture de Nemuro  |
|        | Nemuro          | 根室         | 443,8         |                                        | Nemuro          | Sous-préfecture de Nemuro  |

## Matériel roulant

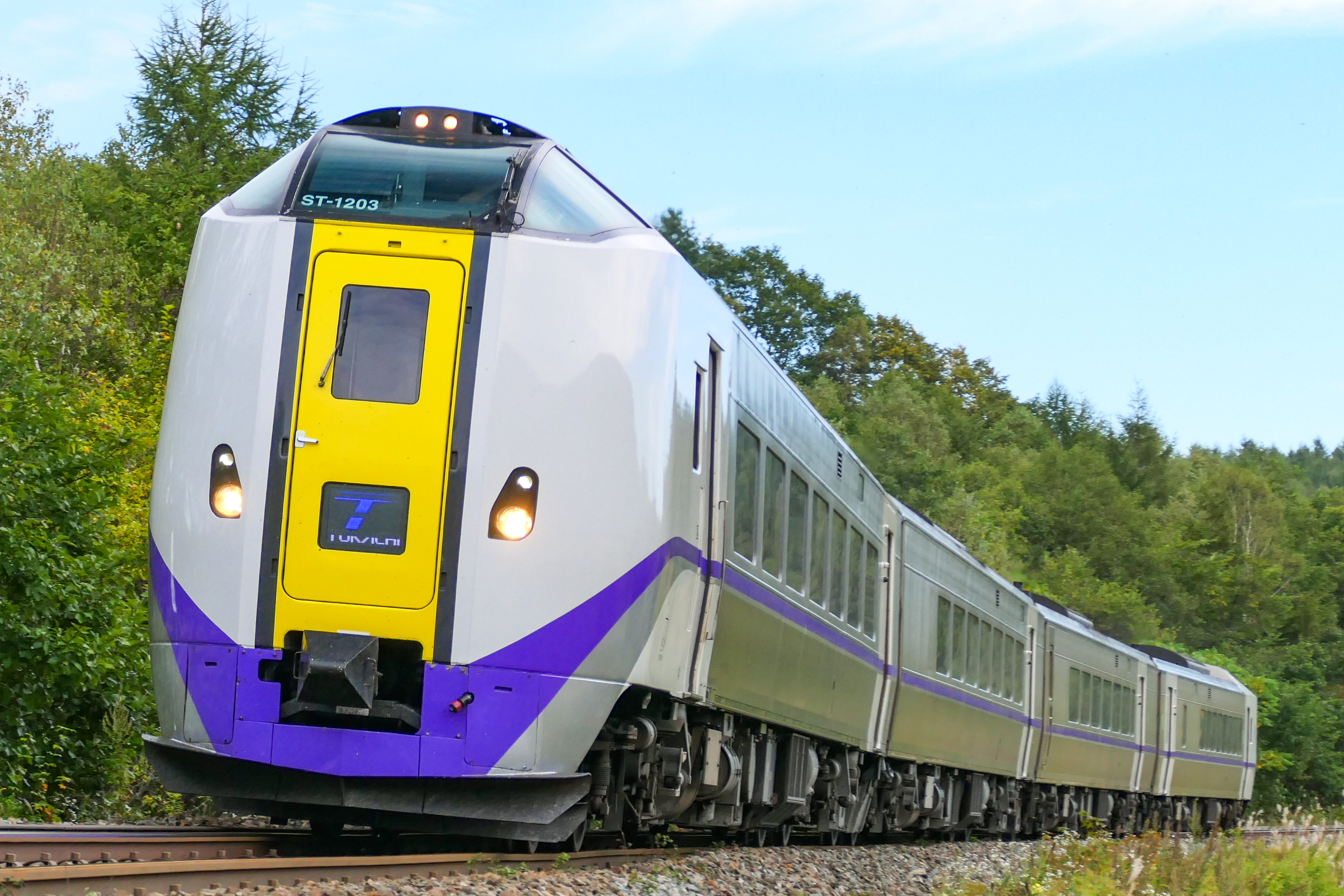
Série KiHa 261 (services Tokachi et Ōzora)
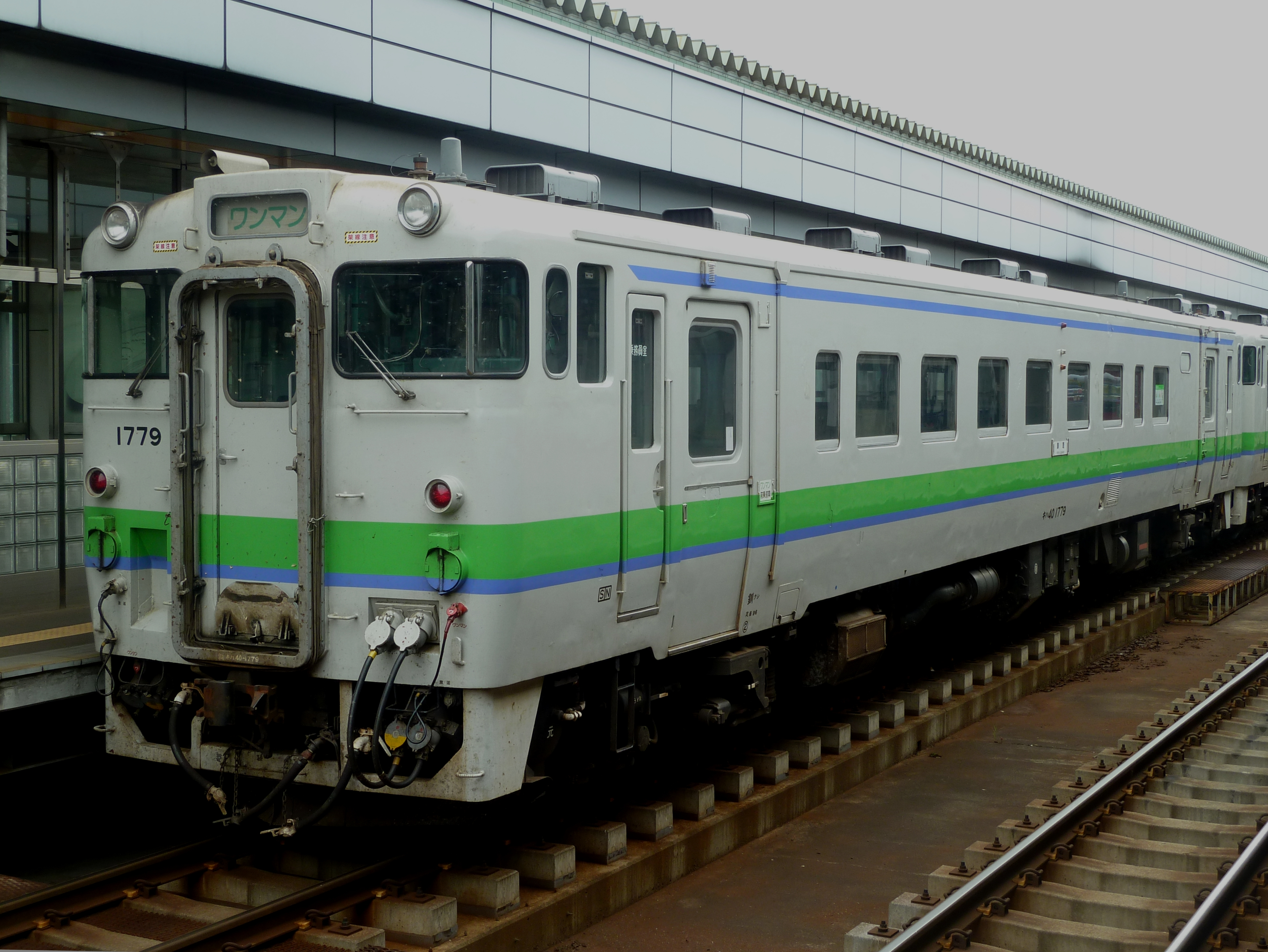
JR série KiHa 40
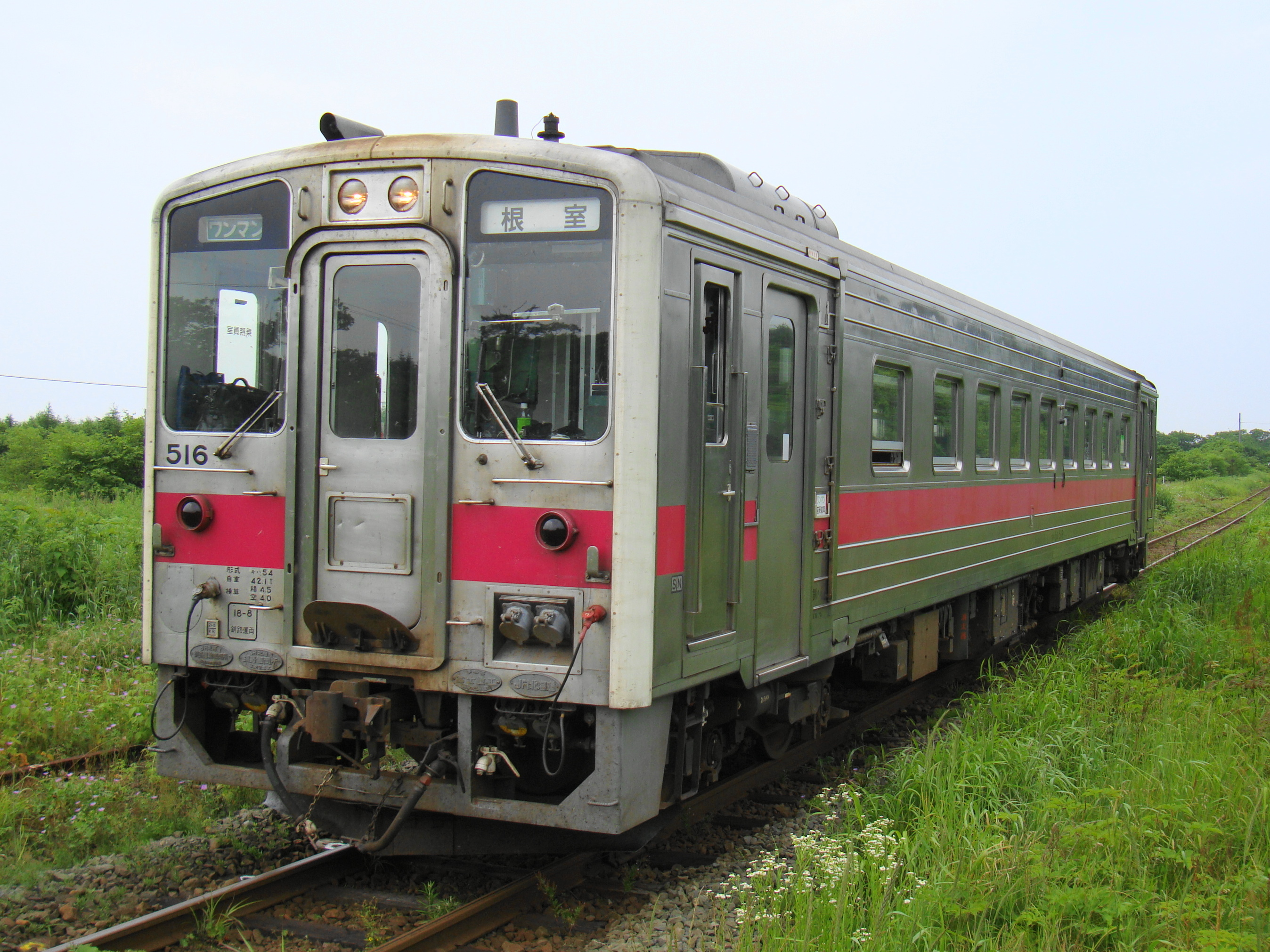
JR série KiHa 54
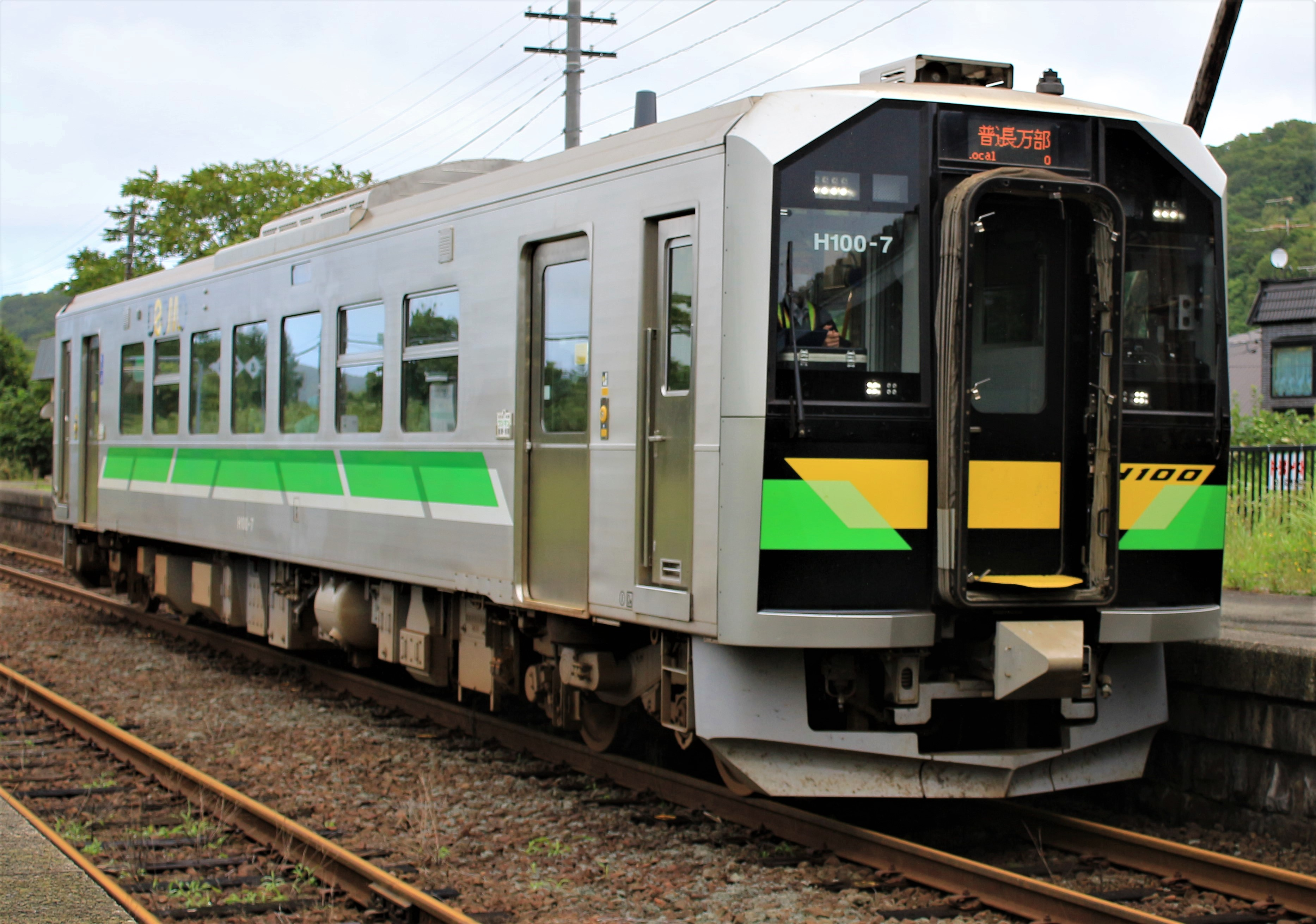
Série H100 DECMO